# Montefalco
Montefalco é uma comuna italiana da região da Umbria, província de Perugia, com cerca de 5.628 habitantes. Estende-se por uma área de 69 km², tendo uma densidade populacional de 82 hab/km². Faz fronteira com Bevagna, Castel Ritaldi, Foligno, Giano dell'Umbria, Gualdo Cattaneo, Trevi.
Pertence à rede das Aldeias mais bonitas de Itália e à rede das Cidades Cittaslow.

## Demografia
| Variação demográfica do município entre 1861 e 2011                               |
|                                                                                   |
| Fonte: Istituto Nazionale di Statistica (ISTAT) - Elaboração gráfica da Wikipedia |

## História
A cidade foi estabelecida desde os tempos dos Úmbrios. Esteve sob o domínio sucessivo dos Romanos e Lombardos, sendo chamada de Coccorone na Idade Média. Em 1249 foi saqueada por Frederico II, mas logo foi reconstruída com o nome atual. A partir do século XIII foi uma comuna livre sob o domínio de nobres e mercadores locais, mas mais tarde, como com muitos outros locais da Úmbria, a comuna deu lugar ao governo por uma Signoria - neste caso, a dos Trinci, da cidade vizinha Foligno (1383-1439). Em 1446 caiu sob o domínio dos Estados Papais, onde permaneceu até a unificação da Itália em 1861. Santa Clara de Montefalco, às vezes conhecida como Santa Clara da Cruz, nasceu em Montefalco e lá morreu em 1308.

## Cultura
A comuna de Montefalco e uma pequena área da comuna de Bevagna constituem a área geográfica regulamentada para os vinhos de Montefalco. Todos os anos, na época da Páscoa, a cidade patrocina um importante festival chamado Settimana Enologica - onde os visitantes podem apreciar os principais vinhos produzidos na região, incluindo o simples vinho tinto de mesa Montefalco Rosso, os mais complexos vinhos tintos DOCG Sagrantino, pelo qual a região é famosa, e o Montefalco Sagrantino secco.